# فری کلاس هانسا
فری کلاس هانسا (به انگلیسی: Hansa-class ferry) یک کلاس از کشتی است که طول آن 183 meters می‌باشد.